# Carl Rudolf Hasselrot
Carl Rudolf Hasselrot, född den 9 april 1855 i Skövde, död den 29 augusti 1927 i Stockholm, var en svensk präst. Han var son till Per Hasselrot.

## Biografi
Hasselrot blev student vid Uppsala universitet 1873. Han avlade teoretisk teologisk examen och praktisk teologisk examen där 1879. Hasselrot prästvigdes för Skara stift samma år. Han blev komminister i Habo församling 1886, i Boo församling 1887, i Broddetorps pastorat 1890, i Levene pastorat 1898, kyrkoherde i Långareds församling 1899 och i Adolf Fredriks församling 1909. Hasselrot var medarbetare i Väktaren 1883 och redaktör för tidningen 1884–1888. Han publicerade uppsatser i kalendrar och tidskrifter. Hasselrot blev ledamot av Nordstjärneorden 1921. Han är begravd på Norra begravningsplatsen utanför Stockholm.